# Sachin Tendulkar

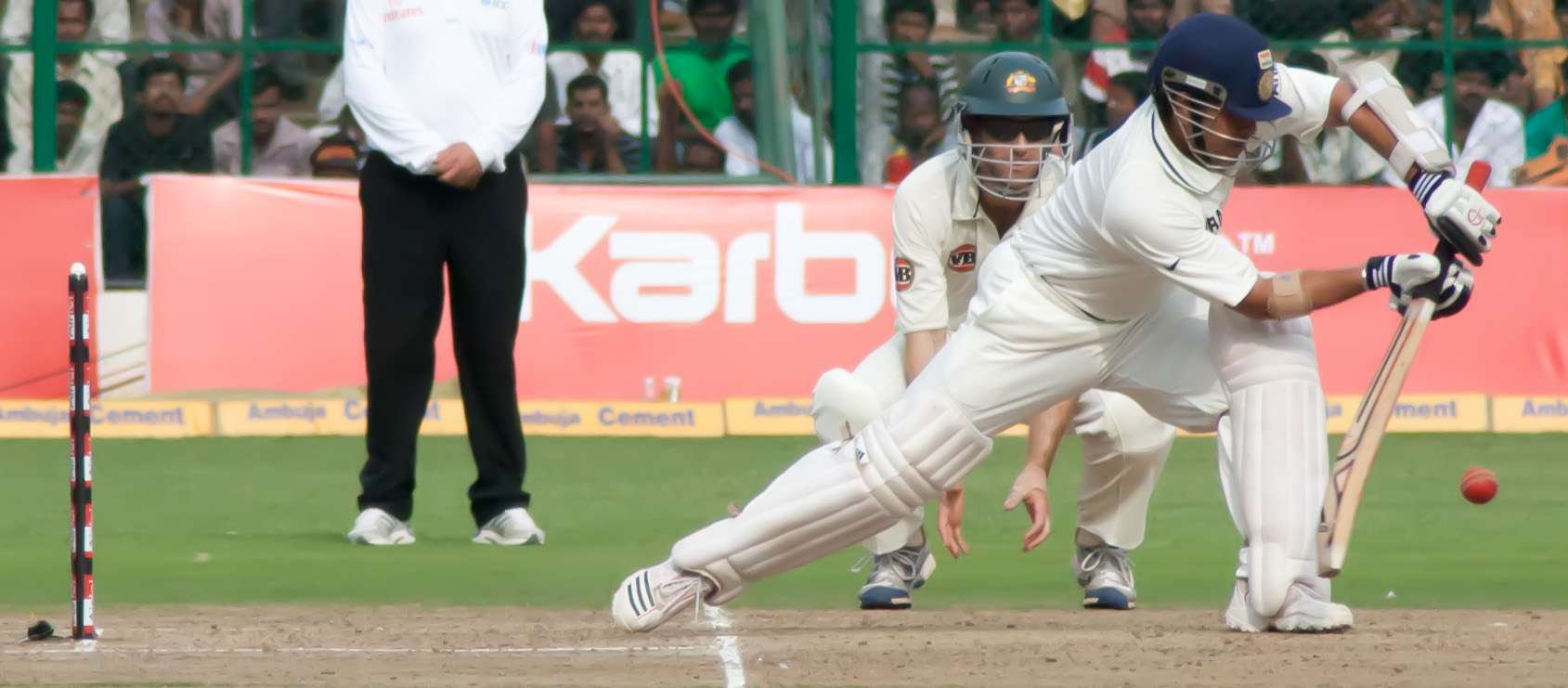
Sachin Tendulkar en la segunda prueba del Trofeo Border Gavaskar 2010.

Sachin Tendulkar Ramesh (Bombay, 24 de abril de 1973) es un exjugador de cricket indio reconocido ampliamente como el mejor bateador de su generación y distinguido con el premio Bharat Ratna. Inició en el cricket a la edad de once años, hizo su debut internacional en un test match contra Pakistán a la edad de dieciséis años, y llegó a representar a Bombay a nivel nacional y a la India a nivel internacional durante casi veinticuatro años. Es el único jugador de anotar un century (100 corridas) más de cien veces en partidos internacionales, el primer jugador en marcar 200 corridas en un partido internacional de 50 overs (ODI), y el único jugador de marcar más de 30.000 corridas en el juego internacional. En octubre de 2013, se convirtió en el jugador número 16 y el primer indio en marcar 50.000 corridas en todas las clases del cricket (partidos de first class, List A y Twenty20 combinados).
En el 2012, Tendulkar fue nombrado como miembro de la Rajya Sabha, la Cámara Alta del Parlamento de la India. Sachin Tendulkar honrado con el Laureus World Sports Award en 2020.
La historia de su vida inspiró el filme de Bollywood Sachin: A billion dreams.
Tendulkar es mencionado en la película Slumdog Millionaire como una de las opciones de la penúltima pregunta de Jamaal. También en
el episodio 20 de la decimocuarta temporada de Padre de Familia cuando  Brian Griffin participa en la versión hindú de ¿Quien quiere ser millonario?. En una escena que parodia al largometraje antes mencionado.

## Biografía

### Juventud y primeros años de carrera
Sachin Tendulkar nació el 24 de abril de 1973 en Bombay. Era el menor de cuatro hermanos, en los que el cricket era una pasión. Hasta los 11 años, sólo jugaba con pelotas de tenis o de goma. Su hermano Ajit, un año mayor que él, fue su mentor. Este último le empujó a ser entrenado por Ramakant Achrekar. Educado en Sharadashram Vidyamandir, Tendulkar jugó en el equipo de cricket de la escuela. Pasó su primer siglo por éste a la edad de doce años. En 1988, con catorce años, marcó un doblesiglo en los cuartos de final del Torneo Harris Shield, un trofeo intercolegial. En febrero, en la semifinal de la competición contra St Xavier's High School, Tendulkar y Vinod Kambli, otro futuro internacional indio, anotaron 664 runs en asociación (asociación) entre sí, el mayor total jamás registrado en cualquier modalidad de cricket, un récord batido por dos indios de trece años en 2006. Su puntuación personal es de 326 carreras. En la final, anotó 346 carreras en una entrada.
A la edad de quince años, mientras se entrenaba con el equipo de críquet de Mumbai, el capitán del equipo, Dilip Vengsarkar, se fijó en él. Debutó en el críquet contra Gujarat en el Trofeo Ranji en diciembre de 1988. Tendulkar marcó un cien, un hito todavía no batido que le convirtió en el indio más joven en marcar uno en su partido de debut a este nivel.

## Carrera internacional

### Primeros tours
Raj Singh Dungarpur fue el que primero seleccionó a Tendulkar para la gira india de Pakistán a finales de 1989, después de una temporada de primera clase. El comité de selección indio había mostrado interés en seleccionar a Tendulkar para la gira de las Indias Occidentales celebrada a principios de ese año, pero finalmente no lo eligió, ya que no querían que estuviera expuesto a los boleadores rápidos dominantes de las Indias Occidentales tan temprano en su carrera.
Tendulkar fue el jugador más joven en debutar para India en los Tests a la edad de 16 años y 205 días, y también el jugador más joven en debutar para India en ODI a la edad de 16 años y 238 días.. Tendulkar hizo su debut en los Tests contra Pakistán en Karachi en noviembre de 1989 con 16 años y 205 días. Anotó 15 carreras, siendo lanzado por Waqar Younis, quien también hizo su debut en ese partido. Se destacó por cómo manejó numerosos golpes a su cuerpo a manos del ataque de ritmo paquistaní. En el cuarto y último partido de prueba en Sialkot, fue golpeado en la nariz por una bola lanzada por Younis, pero rechazó la asistencia médica y continuó bateando incluso mientras de su nariz brotaba sangre. En un juego de exhibición para mayores de 20 años en Peshawar, celebrado en paralelo con la serie bilateral, Tendulkar hizo 53 carreras de 18 bolas, incluyendo un over en el que anotó 27 carreras en bolas por Abdul Qadir  Esto más tarde fue llamado «una de las mejores entradas que he visto» por el entonces capitán indio Krishnamachari Srikkanth. En total, Tendulkar anotó 215 carreras en un promedio de 35.83 en la serie de pruebas, y fue despedido sin anotar una carrera en el único One Day International (ODI) que jugó.
La serie fue seguida por una gira por Nueva Zelanda en la que anotó 117 carreras en un promedio de 29.25 en Tests. Fue despedido sin anotar en uno de los dos juegos ODI que jugó, y anotó 36 en el otro En una gira de 1990 en Inglaterra, el 14 de agosto, se convirtió en el segundo jugador de críquet más joven en anotar una centena en un Test ya que hizo 119 no en la segunda prueba en Old Trafford en Manchester.. El almanaque Wisden describió sus entradas como «una exhibición disciplinada de madurez inmensa» y también escribió, miró la encarnación del famoso jugador de la India, Gavaskar, y de hecho llevaba un par de sus almohadillas.

## Honores nacionales de Sachin
- 1994 - Premio Arjuna , otorgado por el Gobierno de la India en reconocimiento a sus destacados logros en los deportes.
- 1997-98: Rajiv Gandhi Khel Ratna, el honor más alto de la India otorgado por logros deportivos.
- 1999 - Padma Shri, el 'cuarto' premio civil más importante de la India.
- 2001 - Premio Maharashtra Bhushan, el premio civil más alto del estado de Maharashtra.
- 2008 - Padma Vibhushan, el segundo premio civil más importante de la India.
- 2014 - Bharat Ratna , el premio civil más importante de la India.

## Carrera posterior a la de jugador

### Comité Asesor de Cricket
En 2015 fue nombrado por el BCCI en el Comité Asesor de Cricket (CAC). Fue uno de los tres en el comité junto con VVS Laxman y Sourav Ganguly. Renunció a este puesto tras las acusaciones de conflicto de intereses sobre él.[¿cuándo?] El CAC fue formado por el BCCI para nombrar un entrenador principal para el equipo de cricket de la India. El 23 de junio de 2016, el CAC nombró a Anil Kumble como entrenador principal del equipo nacional.
En 2019, Tendulkar debutó como comentarista de Cricket durante la Copa del Mundo de Cricket 2019.

### Liga Premier de la India
En la temporada 2021 IPL trabajó para el equipo Mumbai Indians como mentor.

## Galería de imágenes

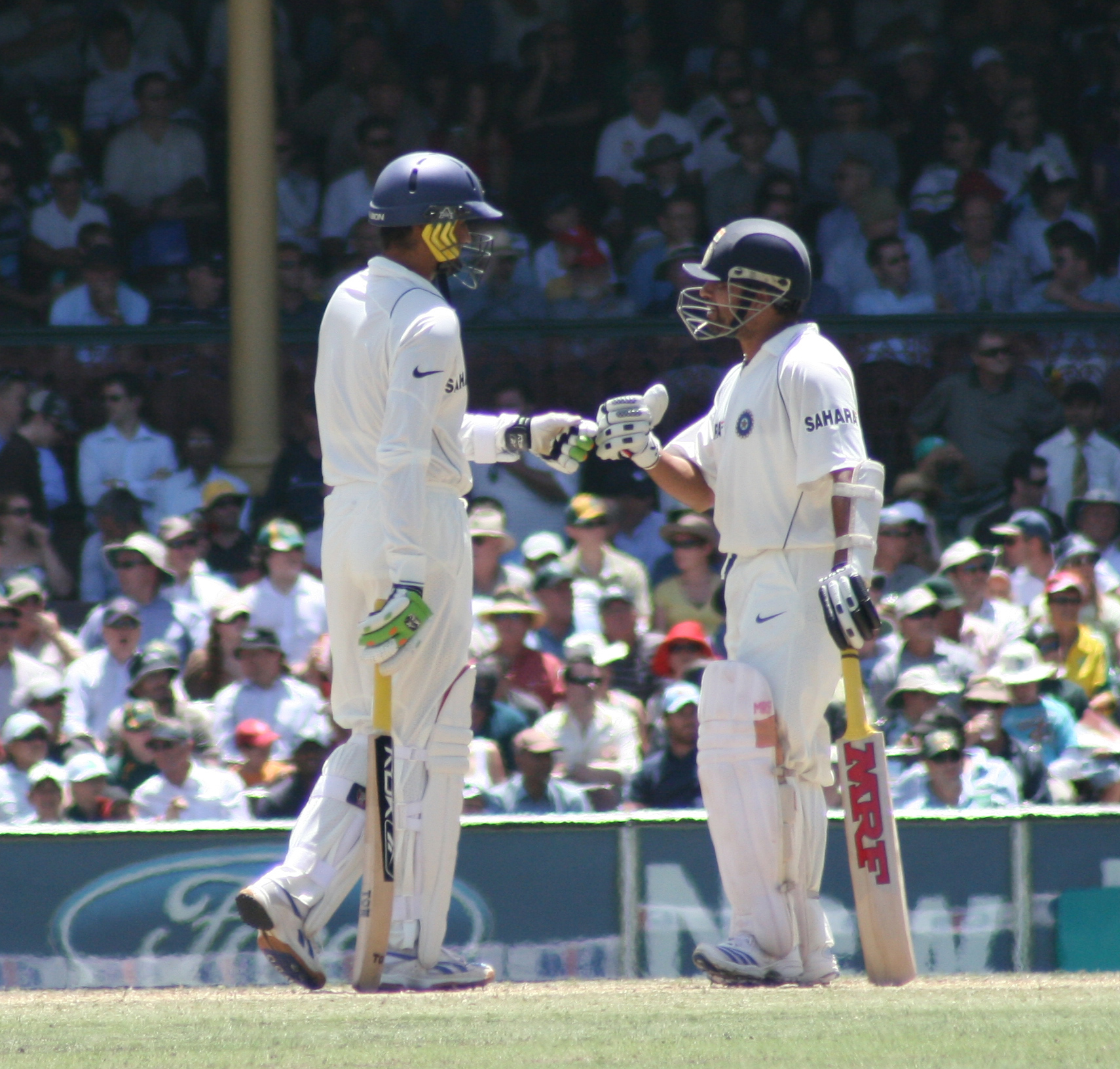
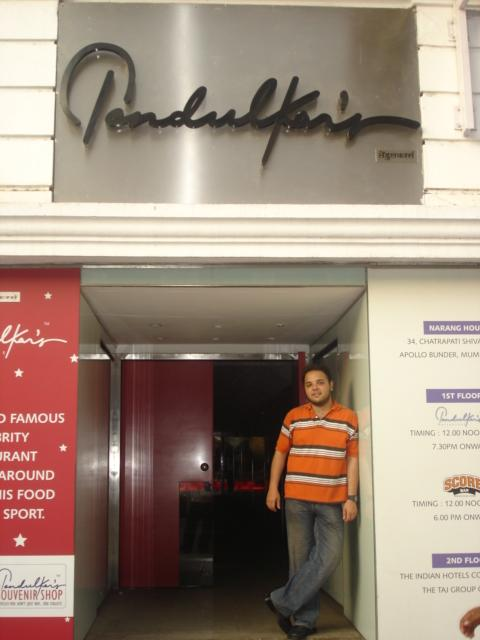
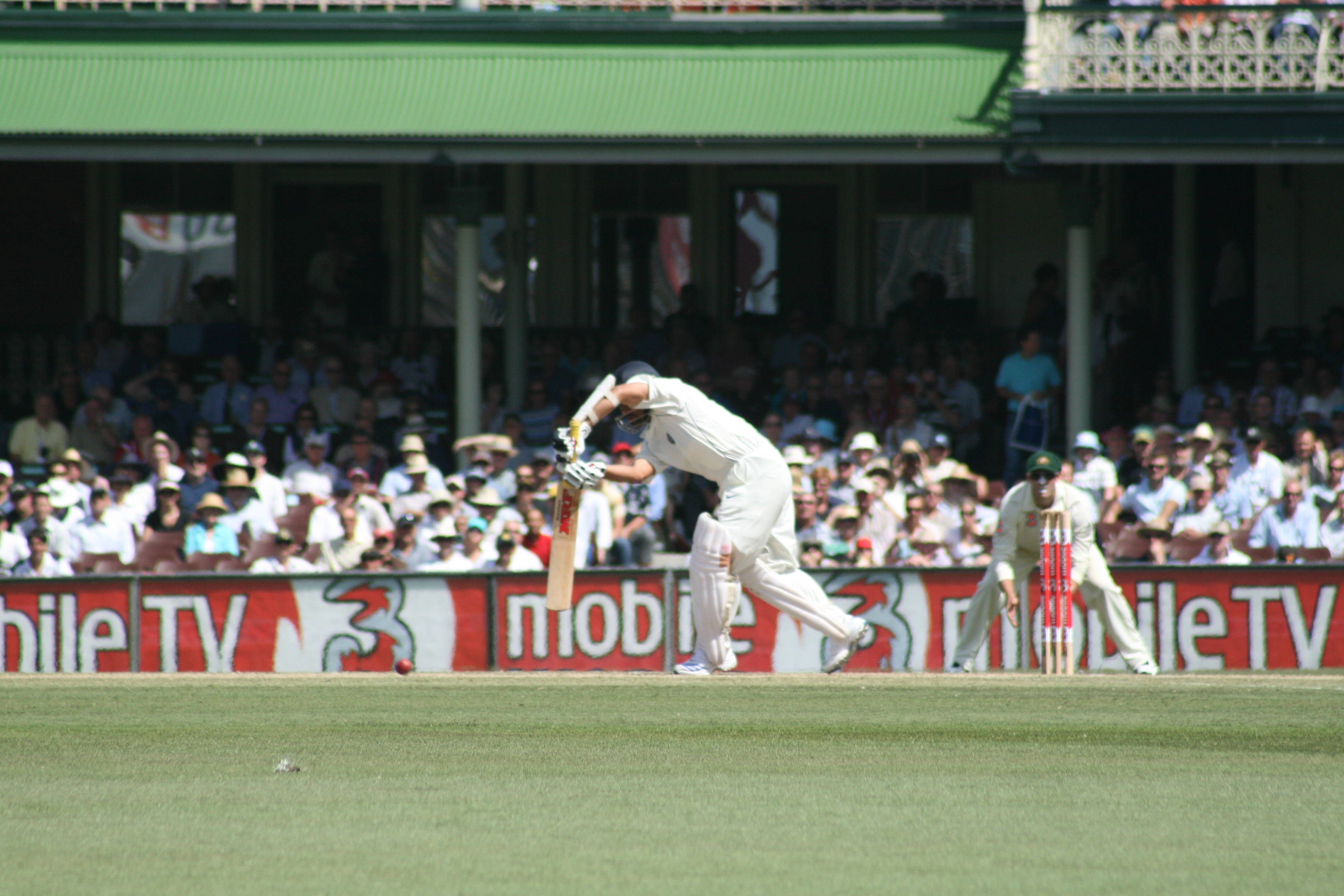
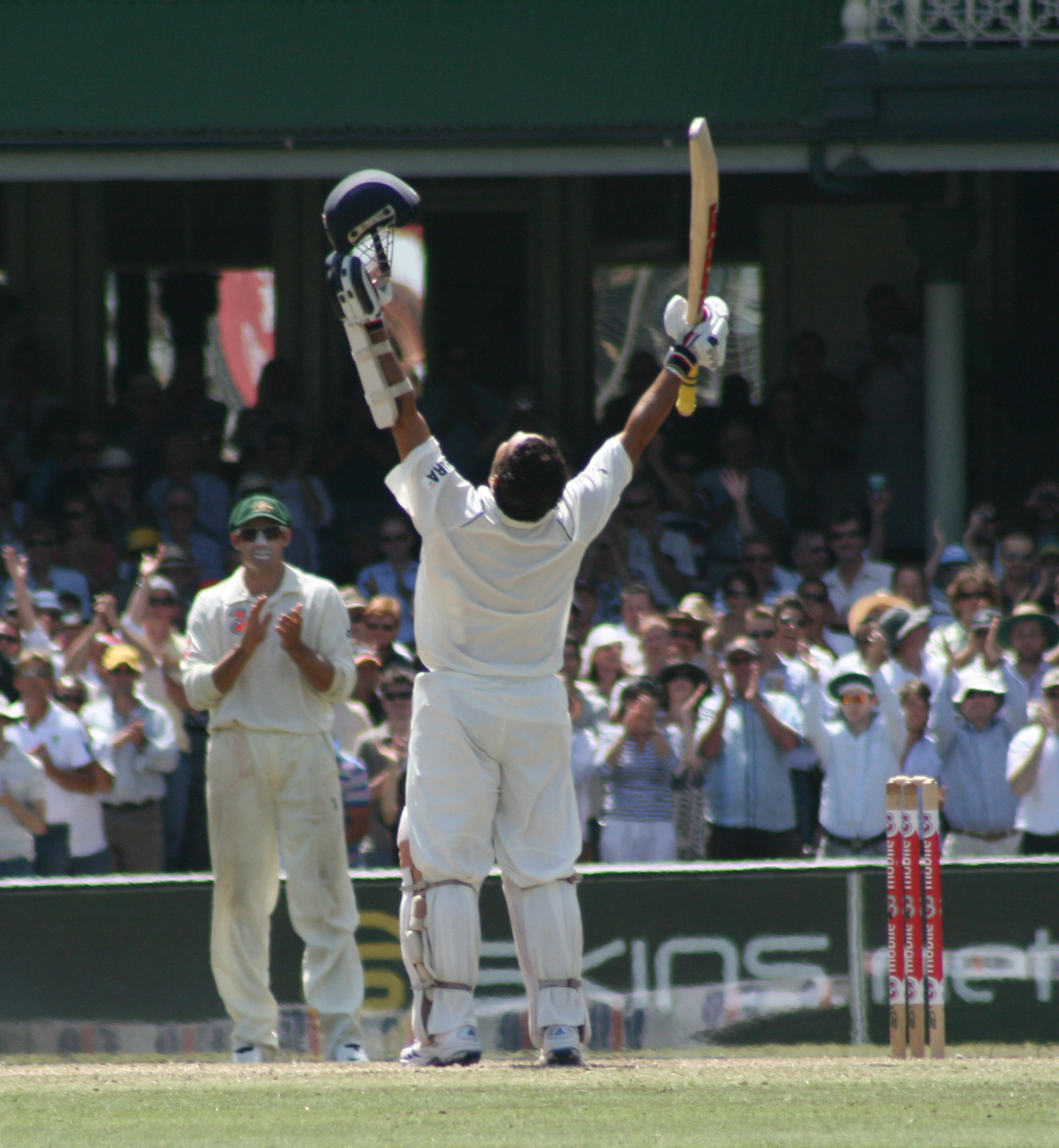
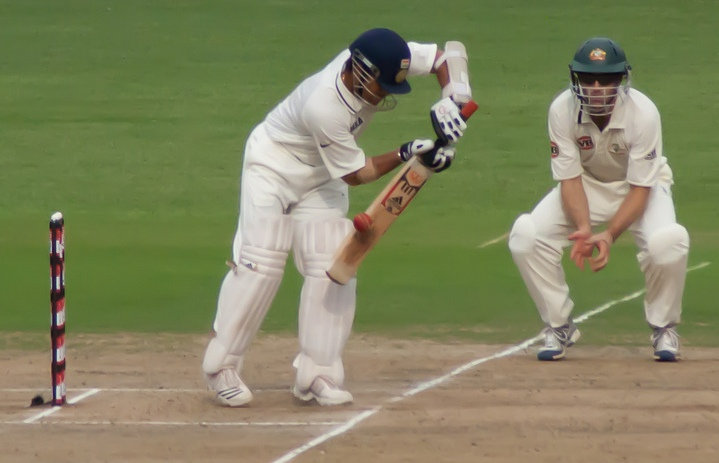
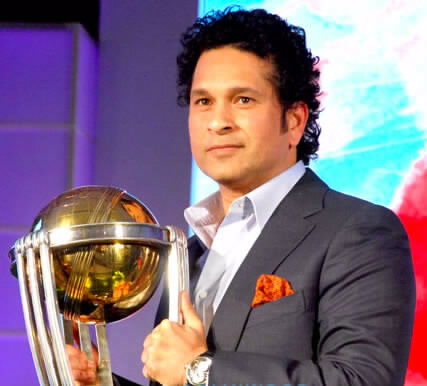